# Giulio Thiene
Giulio Thiene (1551 – 1619) era figlio di Ottavio I Thiene e di Laura Boiardo.

## Biografia
Nel 1574 alla morte del padre Ottavio I Thiene assunse il governo del feudo, che nel 1580 su patente del duca di Ferrara, Alfonso II d'Este, venne elevato da Contea a Marchesato.
Giulio si sposò con la poetessa, nobildonna parmense Eleonora Sanvitale.
Marc’Antonio Guarini nel Compendio Historico delle Chiese di Ferrara, pubblicato a Ferrara nel 1622, descrive Giulio Thiene in questi termini: “Cavalliero di portata, prattico e ben esercitato in ogni maniera di esercizio cavalleresco, trattando l’armi con grande agilità e prudenza; essendo egli della persona ben complesso, il cui valore conosciuto dalla Republica di Vinegia, lo propose ad honorato carico di Cavalleria, il che penetrato dal Duca Alfonso suo Signore procurò per ambasciator straordinario, che fu il Cavalier Camillo Gualenghi, presso detta Republica, che in lui la detta carica non si effettuasse, con animo di adoperarlo egli in affari di portata, honorandolo con il titolo di Marchese. Andò ambasciatore per Don Cesare Estense Duca di Modona, nelle rivolte di Ferrara a Rodolfo Imperatore, sì per darle parte della morte del Duca Alfonso, com’anche per effettuare il negozio della investitura dello Stato di Modona e di Reggio anche in tal tempo imperfetta, e di ogni altro feudi Imperiale, si come eseguì con istraordinaria diligenza, essendo egli straordinariamente favorito, ed accarezzato da Sua Maestà, non senza ammirazione di tutta la Corte, e di tanti Ambasciadori di gran Principi, che in essa si ritrovavano dimorare per lungo tempo, seguita poi la morte di Clemente Ottavo venne destinato Ambasciatore a nome pubblico a prestare ubbidienza a Leone XI suo successore, tien luogo la famiglia tra le 27 del Conseglio Nobile della Città.”
Lo storico scandianese Morsiani nel 1740 scrisse che il marchese “abitò in sua gioventù frequentemente a Scandiano, attendendo all’abbellimento del nostro castello, che fece ampliare di fabbriche, ed in gran parte dipingere, come tuttavia si vede, in molti luoghi la sua arma inquartata colla San Vitali per la Contessa Eleonora San Vitali sua moglie (...). Fece pure alcuni notabili risarcimenti a aggiunte in Rocca, per cui vi si legge anche oggi sopra tutto il suo nome”.
Giambatista Venturi su la “Storia di Scandiano” riporta altre informazioni tratte da Morsiani sulla figura di Giulio Thiene:“Passò a Roma col Duca Alfonso per baciare il piede a Gregorio XIII, e fu ascritto alla nobiltà Romana. Trattò e concluse la pace, per comando del Duca stesso, fra li Serenissimi di Parma e di Mantova. Fu spedito dal Duca Cesare all’Imperatore per impetrarne l’investitura degli Stati Estensi. Fu spedito pure Ambasciatore a Papa Clemente VIII nell’occasione che si impadronì della Città di Ferrara; ed assisté con egual carattere in Firenze alla nozze della Regina Maria di Francia”
Verso la fine del ‘500, il marchese Giulio Thiene progetta di ampliare la rocca di Scandiano fino a farla diventare un sontuoso palazzo, sovradimensionato rispetto alla importanza politica del suo feudo, e affida i lavori a Giovan Battista Aleotti. L’espansione, che avrebbe triplicato l’estensione del paese, appare poco compatibile con le prospettive di sviluppo del feudo di Scandiano, che nel 1564 contava 3 439 abitanti. Due grandi corpi di fabbrica a sud e a est e una imponente chiesa con pianta a croce greca dovevano racchiudere un nuovo cortile porticato, due torri simili a quella già presente sarebbero state erette per chiudere le nuove facciate, quella sud rivolta verso il monte e i territori di caccia, e quella est affacciata su una grande piazza porticata..
Giulio Thiene muore nel 1619, in seguito alle ferite provocate da un incidente con la carrozza mentre portava per le sue terre il Cardinale Pio, e alle complicazioni dovute alla gotta, lasciando erede del feudo il figlio Ottavio II Thiene..

## Discendenza
Dal matrimonio con Eleonora Sanvitale nacquero:
- Livia (1577 - ?)
- Ottavio II Thiene (1582-1624), 2° marchese di Scandiano